# Cerni Escalé Cabré
Cerni Escalé Cabré, né le 23 juin 1987, est un homme politique andorran. Fondateur et dirigeant du parti Concorde, il est le chef de l'opposition au Conseil général depuis les élections législatives de 2023.

## Biographie
Cerni Escalé Cabré est né en Andorre-la-Vieille le 23 juin 1987 d'une mère enseignante et d'un père moniteur de ski et de tennis. Il attribue ses opinions politiques en partie du fait de son éducation dans le système andorran, plutôt que dans les programmes français et espagnols qui existent également dans la principauté.
Escalé est diplômé en sciences politiques à l'université Pompeu-Fabra, puis obtient un certificat de maîtrise en droit européen à Sciences Po après avoir été admis avec une bourse de la Généralité de Catalogne. Il obtient une maîtrise en administration publique de l'université Columbia en tant que boursier Fulbright,. Il travaille pendant un an pour Moody's, puis retourne en Andorre pour travailler au ministère des Affaires étrangères et à la Présidence.
Escalé déménage à la Dominique en tant que volontaire de la Croix-Rouge auprès des Kalinagos, tout en étudiant le fonctionnement des petits États. Il travaille pendant six ans à la Banque mondiale, restructurant la dette de l'Argentine et supervisant le fonds lors de la crise d'Ebola en 2014. De retour en Andorre, il devient secrétaire général de la paroisse d'Escaldes-Engordany.
En juillet 2022, Escalé quitte sa fonction municipale pour fonder le parti politique Concorde. En novembre, il annonce sa candidature comme chef du gouvernement d'Andorre aux élections de 2023. Son parti obtient 21 % des voix et cinq sièges, arrivant deuxième derrière les Démocrates pour Andorre ; le parti d'Escalé est notamment le plus voté dans la paroisse de Sant Julià de Lòria.

## Prises de position
Escalé propose de limiter l'achat de biens immobiliers en Andorre par des étrangers, il estime que le logement serait plus abordable pour les citoyens. Il estime que les relations d'Andorre avec l'Union européenne doivent inclure des limites à l'immigration et aux investissements étrangers dans l'intérêt des entreprises du pays.
Escalé propose la légalisation immédiate de l'avortement en Andorre. Lorsqu'on lui demande si l'un des coprinces du pays, l'évêque d'Urgell, peut opposer son veto, il répond qu'il n'a besoin que de l'approbation de l'autre coprince, le président de la République française. Il  déclare que le renouvellement du titre de séjour après un an doit dépendre de la connaissance de la langue catalane, mais que la durée de séjour pour la naturalisation doit passer de 20 années consécutives à 15 années non consécutives. Lui et son parti refusent de commenter les questions d'affaires étrangères, y compris le mouvement indépendantiste catalan.